# Matthew Miller
Matthew Miller, es un luchador canadiense de lucha libre. Ganó tres medallas en Campeonatos Panamericanos, de plata en 2014. Tercero en campeonato de la Mancomunidad en 2013.